# Iakovlev Iak-7
Iakovlev Iak-7 (în limba rusă:Яковлев Як-7) a fost un avion de antrenament fabricat de URSS în cel de-al Doilea Război Mondial, dezvoltat din Iakovlev Iak-1, transformat în avion de vânătoare, apoi mai târziu folosit pentru scopul destinației sale.
Iak-7 a fost un monoloc, monoplan simplu, rezistent și în general mai bun decât predecesorul său, Iak-1.

## Proiectare și dezvoltare
Paralel cu modelul I-26 (sau Ia-26), Biroul de Proiectări Iakovlev (OKB Iakovlev), a conceput un avion biloc (sau biplas) denumit Iakovlev Ia-27 și un avion cap de serie I-26. Mostra trebuia să fie nu numai avion școală de vânătoare cu comandă dublă ci și avion de legătură și susținere a acestor unități. Comparativ cu I-26, Ia-27 avea cockpitul cu locurile în tandem cu o capotă alungită de plexiglas, mai simplu și mai ușor de deschis. Astfel conceput, Iak-7 a ajuns în mai 1941 să fie produs în serie, în curând dovedindu-se că acesta are proprietăți mai bune decât modelul Iak-1. 
Necesitatea urgentă de dotare a escadrilelor de vânătoare cu acest avion, a făcut ca să se lanseze în producție o variantă cu un singur loc (monoplas), care a efectuat primul zbor în iunie 1941. O lună mai tarziu, acest avion de vânătoare monoplas, a primit oficial numele de Iak-7A iar cel biplas Iak-7V. Până la sfârșitul lui 1941 monoplasul Iak-7B a înlocuit total fabricarea versiuni A. La încetarea producției de Iak-7 (începutul anului 1943), au fost produse în total 6399 exemplare, din care 1500 Iak-7V.

## Specificații
Caracteristici generale
- Echipaj: 1
- Lungime: 8,5 m
- Anvergură: 10,0 m
- Înălțime: 2,75m
- Suprafața aripilor: 17,2 m2
- Greutate goală : 2.477 kg
- Greutate încărcată: 2.960 kg

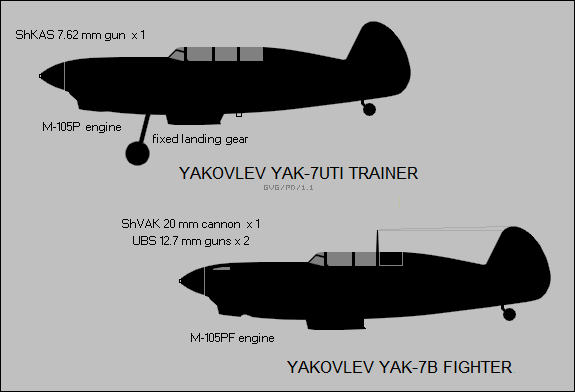

- Motor: 1 x motor radial Klimov M-105P V-12, răcit cu lichid de 783 kW (1.050 CP)

Performanțe
- Viteza maximă: 560 km/h
- Raza de acțiune: 643 km
- Plafon practic de zbor: 9.250 m
- Viteza de urcare: 12 m/s
- Sarcină unitară pe aripă: 172,6 kg/m2
- Putere/masă: 0,26 kW/kg

Armament
- 1 x tun ShVAK de 20 mm
- 2x mitraliere fixe ShKAS de 7,62 mm

## Operatori
- Uniunea Sovietică
- Iugoslavia
- Franța
- Polonia
- Albania
- Bulgaria
- Ungaria
- Mongolia